# サン・ニカンドロ・ガルガーニコ
サン・ニカンドロ・ガルガーニコ（イタリア語: San Nicandro Garganico）は、イタリア共和国プッリャ州フォッジャ県にある、人口約15,000人の基礎自治体（コムーネ）。

## 地理

### 位置・広がり

#### 隣接コムーネ
隣接するコムーネは以下の通り。
- アプリチェーナ
- カニャーノ・ヴァラーノ
- レージナ
- ポッジョ・インペリアーレ
- サン・マルコ・イン・ラーミス